# Агріппа (місячний кратер)
Кратер Агріппа (лат. Agrippa) — ударний кратер у центральній екваторіальній області видимої сторони Місяця, розташований на південно-східній околиці Моря Парів. Назву присвоєно на честь давньогрецького астронома Агріппи, який жив у I столітті нашої ери, і затверджена Міжнародним астрономічним союзом у 1935 р. Кратер утворився в ератосфенівський період.

## Опис кратера

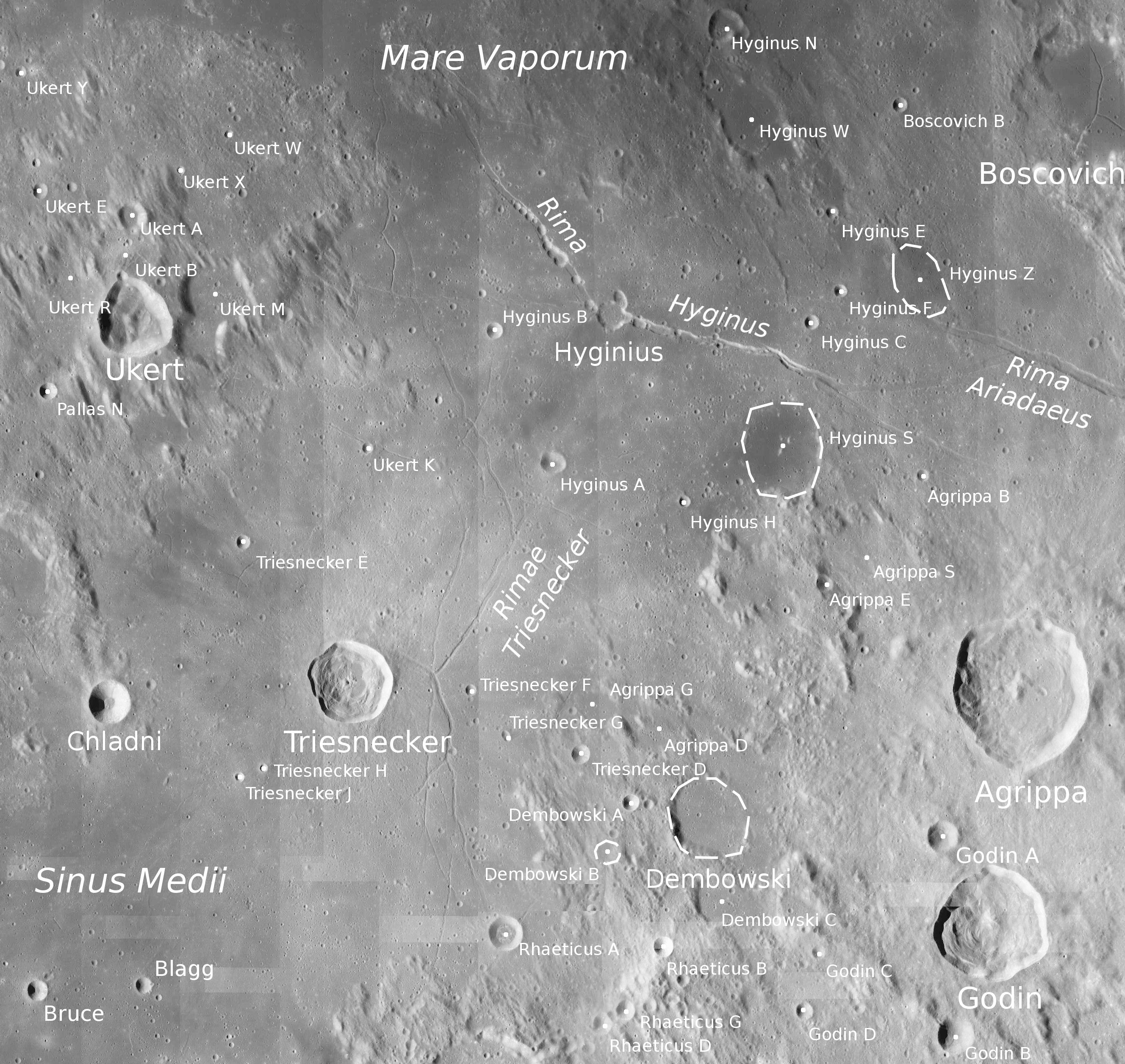
Околиці кратера Агріппа. Знімок зонда Lunar Reconnaissance Orbiter.

На північному заході від кратера розташована борозна Гігіна, на півночі рештки кратера Бошкович, на північному сході маленький кратер Зільбершлаг і борозна Арідея, на сході рештки кратера Темпель і маленький кратер Вевелл, на південному сході невеликий кратер Дарре, на півдні кратер Годен, на південному заході кратер Дембовський, на заході молодий кратер Тріснеккер. Селенографічні координати центру кратера 4°06′ пн. ш. 10°28′ сх. д. / 4.1° пн. ш. 10.47° сх. д., діаметр 43,8 км, глибина 3 км.

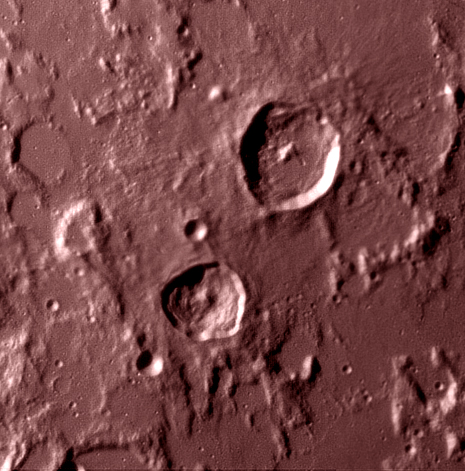
Кратери Агріппа (вгорі) і Годен. Знімок Північного оптичного телескопа.

Кратер має незвичайну форму, що нагадує щит, з витягнутим південним краєм і спрямленною північною частиною. Максимальна висота валу кратера над навколишньою місцевістю — 1070 м. Внутрішній схил кратера має терасовидну структуру. У чаші кратера знаходиться масивний центральний пік діаметром 8,83 км і висотою 1040 м. Кратер має високу відбивну здатність у радарних діапазонах 3,8 і 70 см, що пояснюється його невеликим віком і наявністю багатьох нерівних поверхонь і уламків порід. Об'єм кратера — близько 1500 км3.
Кратер Агріппа включений до списку кратерів з яскравою системою променів Асоціації місячної і планетної астрономії (ALPO).

## Перетин кратера
На наведеному графіку показано перетин кратера в різних напрямках, масштаб по осі ординат вказаний у футах, масштаб у метрах зазначений у верхній правій частині ілюстрації.

## Швидкоплинні місячні явища
У кратері спостерігалися швидкоплинні місячні явища у вигляді світіння на тлі попелястого світла і під час затемнень.

## Сателітні кратери

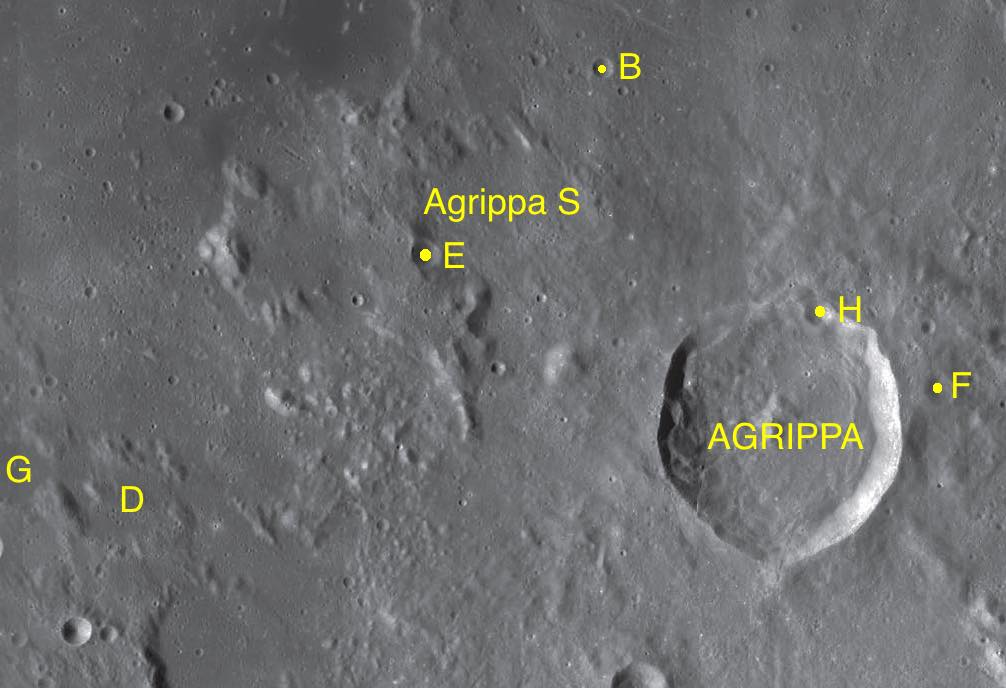
Фрагменти карт LAC-59, LAC-60.

| Агріппа | Координати                                             | Діаметр, км |
| ------- | ------------------------------------------------------ | ----------- |
| B       | 6°12′ пн. ш. 9°28′ сх. д. / 6.20° пн. ш. 9.46° сх. д.  | 4,0         |
| D       | 3°46′ пн. ш. 6°43′ сх. д. / 3.77° пн. ш. 6.72° сх. д.  | 21,4        |
| E       | 5°10′ пн. ш. 8°26′ сх. д. / 5.16° пн. ш. 8.44° сх. д.  | 5,0         |
| F       | 4°18′ пн. ш. 11°22′ сх. д. / 4.3° пн. ш. 11.37° сх. д. | 5,3         |
| G       | 3°55′ пн. ш. 6°10′ сх. д. / 3.91° пн. ш. 6.16° сх. д.  | 13,2        |
| H       | 4°45′ пн. ш. 10°42′ сх. д. / 4.75° пн. ш. 10.7° сх. д. | 4,9         |
| S       | 5°17′ пн. ш. 8°53′ сх. д. / 5.28° пн. ш. 8.89° сх. д.  | 31,7        |